# ニコラス・アベジャネーダ
ニコラス・アベジャネーダ（スペイン語: Nicolás Avellaneda）、本名ニコラス・レミヒオ・アウレリオ・アベジャネーダ・シルバ（スペイン語: Nicolás Remigio Aurelio Avellaneda Silva、1837年10月3日 - 1885年11月24日）は、アルゼンチンの政治家およびジャーナリストであり、1874年から1880年まで当時史上最年少の同国の大統領であった人物。
在任中に行った主な事業は、銀行改革と教育改革であり、アルゼンチンの経済成長につながった。彼の政権で最も重要な出来事は、「砂漠の征服作戦」と「ブエノスアイレスの連邦直轄地化」である。 
また、1868年から1873年にかけてアルゼンチンの法務大臣・公共教育大臣（es: Anexo:Ministros de Justicia de Argentina）、トゥクマン州選出の上院議員を務め、教育改革に大きく貢献した。1874年には、自身が創設した国家自治党（Partido Autonomista Nacional）より国家主席に選出された。この政治勢力は42年間、交代することなく政権を維持することになる。1882年、彼は再び故郷の州の上院議員となり、亡くなるまで務めた。

## 誕生と初期の政治活動
1837年10月3日、サン・ミゲル・デ・トゥクマンに生まれた。兄にはアルゼンチンで財務大臣・内務大臣を務めたマルコ・アウレリオ・アベジャネダがおり、議員として当時有名であったという。
丁度4歳の誕生日に父マルコ・アベジャネーダ（Marco Avellaneda）が反対派や自由主義者を弾圧していたフアン・マヌエル・デ・ロサスへの反乱のために大佐のマリアーノ・マーザの手で処刑される。その後、母とともにボリビアに移住した。コルドバで法律を学んだが、卒業できなかったという。トゥクマンに戻り、「エル・エコ・デル・ノルテ（El Eco del Norte）」を設立した後、1857年にブエノスアイレスに移り、「エル・ナシオナル（El Nacional）」のディレクター、及びフロレンシオ・バレラにより創刊した新聞「エル・コメルシオ・デ・ラ・プラタ（El Comercio de la Plata）」の編集者になった。ブエノスアイレスでは、ドミンゴ・ファウスティノ・サルミエントと出会い、学業を終えた。サルミエントは、ブエノスアイレス大学の経済学の教師にならんとしたアベジャネーダの手助けをした。彼は『公有地に関する法律の研究（スペイン語: Estudio sobre las leyes de tierras públicas、英語の「Study of the laws about public lands」に相当）』を執筆し、公有地を生産者に与えて生産させることを提案した。アメリカで採用されているのと類似したこのシステムは、官僚主義を減らすことを提案し、またそれによって安定した人口とその増加が可能になると指摘した。
1859年に下院議員に、翌1860年ブエノスアイレス大学の経済学の教授になると、続けて1866年ブエノスアイレス州のアドルフォ・アルシーナのもとで大臣になる。

## サルミエント政権下の大臣として（1868年-1874年）
1868年10月12日、アルゼンチンの大統領としてサルミエントが就任し、この政権の下でアベジャネーダは、同日から1874年11月23日まで法務大臣および教育大臣となった。
アベジャネーダは、サルミエントの民衆教育に関する考え方に共感し、教育は民衆の間に民主主義を定着させるための真の基礎であると考えていた。在任中には、アルゼンチン初の教員養成学校が設立され、初等・義務教育制度が再編成された。
サルミエントは、深刻な社会経済の問題の解決に時間を割かなければならなかったため、教育改革を新任の大臣であったアベジャネーダに委ねることになった。サルミエントは、アベジャネーダの求める新しい教育の柱石に賛同し、全決定権をアベジャネーダに委ねることができた。アベジャネーダは共和国のすべての州に普通学校の設立および、初等教育機関・中等教育機関・大学のカリキュラムの刷新を推進した。当時、ブエノスアイレス、コルドバ、コンセプシオン・デル・ウルグアイでしか受けられなかった中等教育を、共和国の全州に拡大することを目指して推進した。大臣在任中には、1868年以前の1000校に800校が追加された。生徒の数は全国で3万人から10万人に増えた。
サルミエントの任期満了が翌年に迫った1873年、アベジャネーダは大統領選への立候補を計画し始めた。サルミエント、アドルフォ・アルシーナ、フリオ・アルヘンティーノ・ロカの支援を得て、コルドバで正式に立候補を表明し、幅広い支持を得た。トゥクマン出身の彼に投票で戦いを挑めるのは、前大統領のバルトロメ・ミトレだけだったが、ミトレは内陸部の支持を得られなかった。
選挙戦の日々の運営に支障をきたし、大臣としての仕事がほとんどできなくなることを予期したアベジャネーダは、サルミエント大統領に辞表を提出した。サルミエントは国益のためであることを認識して、辞表を受け入れた。サルミエントは、アベジャネーダを後継とするのが自然と考え、選挙期間中は、その立候補を支持した。
翌1874年4月14日、大統領選が行われた。アベジャネーダはミトレに対しブエノスアイレス州、サンティアゴ・デル・エステロ州、サン・フアン州以外のすべての州で勝利をおさめ、アベジャネーダの大統領就任が決定した。

## 大統領就任・統治

### 就任
こうしてアベジャネーダは齢37（史上最年少であった）にして、1874年10月12日に大統領の座に就く。アベジャネーダは、ミトレ、サルミエントに続くアルゼンチンの「歴史的な大統領」の3人目にして最後の大統領である。彼は大統領として、アルゼンチン国家の基礎となる、「国家、憲法、自由」という3つの目標を掲げた国家プロジェクトを先人たちと共有した。国家とは、各州を共通の国家に統合する優れた存在であると理解されていた。
またアベジャネーダは初の民間人大統領であり、軍には属していなかった。事実サルミエントは彼に大統領のたすきを渡した際、「あなたはピストルの使い方を知らない最初の大統領だ（Es usted el primer presidente que no sabe usar una pistola）」と言っている。

### 1874年革命
しかし選挙の結果について政府が結果を誤って伝えたと非難したバルトロメ・ミトレの陣営は9月23日1874年革命を起こす。ミトレは軍隊を投入してアベジャネーダに対抗したが、12月7日、メンドーサを占領しブエノスアイレスへ向かっていた革命軍のホセ・ミゲル・アレドンドの軍がフリオ・アルヘンティーノ・ロカに敗北した（サンタ・ロサの戦い）。前後してフニンにて降伏したミトレは囚われの身となり軍事裁判にかけられアレドンドらとともに陸軍から除名されたが、のち1876年アベジャネーダは平和のために彼に恩赦を与えたため裁判は中断した。またミトレは1878年国会議員に選出され、アベジャネーダはミトレの支持者であるルフィノ・デ・エリサルデとホセ・マリア・グティエレス（José María Gutiérrez）を閣僚に迎えている。

### 経済と財政、移民の増加
当時のアルゼンチンでは恒常的な財政赤字と公的債務の支払いが急務であった。よって1875年初頭に、工業製品の輸入関税を40％増加させる関税法が制定された。同年末には、政府の財政不振と世界市場での原材料価格の下落により、政府の財政危機が顕在化した。国民政府の資金需要の一部には国立銀行が使われたが、ブエノスアイレス地方銀行からの借り入れに頼らざるを得なかった。
最終的に6000人の公務員を解雇し、給与を15％削減するという、大規模な公共支出の削減を決定した。200万人の国民が飢えや渇きに耐えながら国の公約に応えんとしているというような演説が残っている。
ダルド・ロチャ、ミゲル・カネ、カルロス・ペレグリーニ、ビセンテ・フィデル・ロペスなどの自治主義者たちは、1875年の議会で行われた議論の中で、工業化を促進するための何らかの保護を提案し、国が第一次産業の物産の輸出と工業製品の輸入に依存しなくなるようにした。一時的にはマスコミの支持も得られたが、経済危機が徐々に収束していく中で、これらの提案は結局棚上げとなった。この解決策は、政府の緊縮財政によるものだけで、貿易赤字を逆転させたのはウールの価格上昇だった。
財政危機の終結が明らかになると、大統領は移民が農地を取得しやすくする移民・植民地化法（アベジャネーダ法）を提案し、それまで混沌としていた人々の流入を積極的に促進したのである。移民の数はさらに増え、サンタフェ、アントレ・リオス、コルドバなどの農業植民地や、ブエノスアイレスにも数人の移民が以前よりも多く定住した。ヨーロッパからの移民を奨励する考えを最も明確に提唱した人物であったアベジャネーダは、「アメリカでは、統治することは人口を増やすことである」という言葉を残した政治学者のフアン・バウティスタ・アルベルディや、前任のサルミエントと同じ思想を持っていた。
1875年、ブエノスアイレスで最初の農村展示会が開かれた。これはアルゼンチン農村協会が主催するもので、現在まで毎年続けられている。
1876年12月、冷凍室を2つ備えた初の冷蔵船「ル・フリゴリフィーク（Le Frigorifique）」がアルゼンチンに到来した。これにより、アルゼンチンの輸出の見方が大きく変わり、家畜の価値が上がり、ヨーロッパへの冷凍肉の初出荷が可能となり、翌年には穀物の初輸出も実現した。1890年代以降、これらはアルゼンチンの輸出品の中で最も重要な2つの項目として徐々に成長していくことになる。このような農業の拡大の結果として、またその必要条件として、アベジャネーダ政権下では鉄道網の拡張が大きく促進され、その任期の終了時には2516kmに達し、6年間で89％の増加となった。サルミエント大統領時代に始まったサン・ミゲル・デ・トゥクマンへの支線が大統領自身の手で開通し、ブエノスアイレス州の2つの鉄道（西部鉄道と南部鉄道）も延長された。チリへの支線も延長され、サン・ルイスのビジャ・メルセデスまで達した。

### 党内融和と分裂

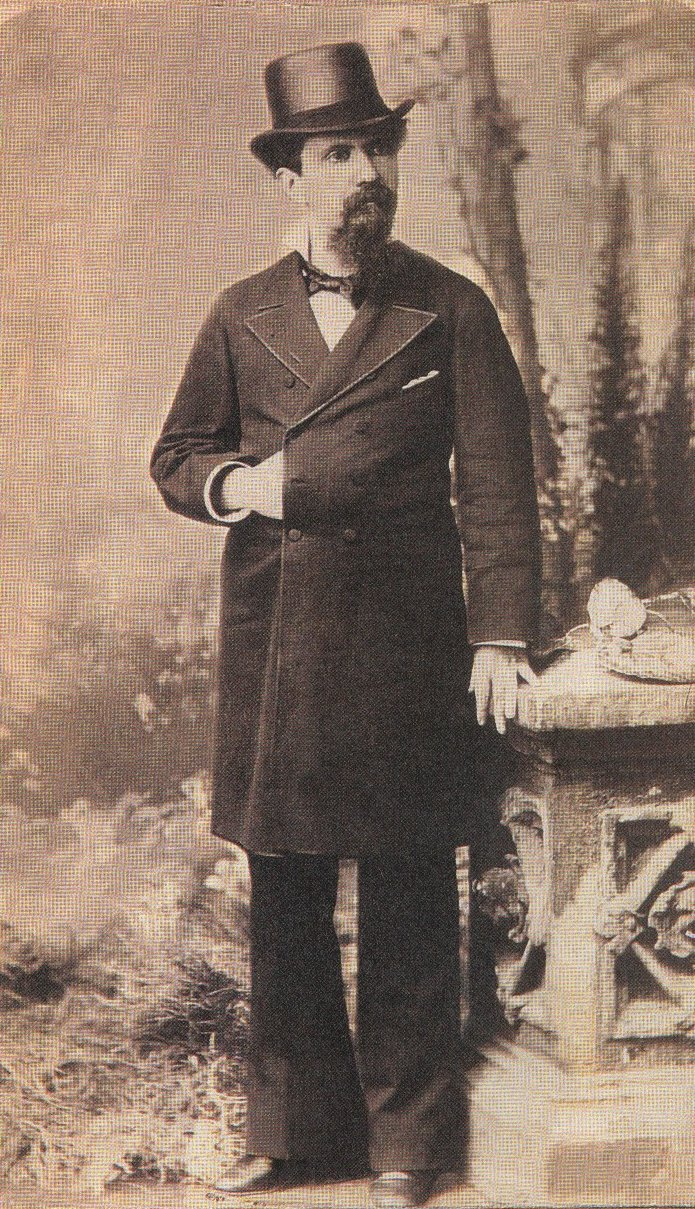
大統領任期中のアベジャネーダ

アルゼンチン大統領に就任したアベジャネーダは、4人の地方出身者と1人のポルテーニョ（ポルテーニョとは、アルゼンチンのブエノスアイレス自治都市（CABA）の住民の呼称）、つまりアドルフォ・アルシーナ（陸軍大臣）で構成される閣僚内閣を任命した。
1875年、反宗教主義者とフリーメイソンの暴徒が、イエズス会の教父たちの教会を略奪して焼き払った。これは、アベジャネーダがカトリック信者であることを知っていたこともあり、社会の上流階級で反聖職者が増えていたことを暴力的に表したものだった。またブエノスアイレスでは知事選挙が行われ、アベジャネーダの支持を受けた牧場主のカルロス・カサレスが立候補し、ダルド・ロチャ、アリストブロ・デル・バジェ、レアンドロ・N・アレムら過激派を破った。
その後アベジャネーダは先述の通り1874年革命の指導者（ミトレスモ（mitresmo）といった、ミトレ主義者の意味）たちに恩赦を与えることとし、サトゥルニノ・ラスピウルなどのミトレの派閥の人間を閣僚に採用した（ラスピウルは内務大臣）。また、同じくミトレに近いカルロス・テヘドールは1878年ブエノスアイレス知事になった。
しかし、1878年1月に陸軍大臣のアルシーナ大臣が亡くなると、この融和は崩れ始める。同年の半ばにアベジャネーダはラ・リオハ州知事を支持したのを受けて、ラスピウルは辞任し、他のミトリスモたちも一緒に辞任した。内務大臣、外務大臣を歴任したサルミエントは、支持層の拡大を目指していたが、最終的には国民自治党に頼ることにした。ミトレは、国民党（Partido Nacionalista）の正式な設立を発表した。ガインサ（Gainza）将軍とテヘドール知事が国民党に参加した。

## 「砂漠の征服作戦」
「砂漠の征服作戦」とはアルシーナとフリオ・アルヘンティーノ・ロカ将軍が行った先住民の暮らすパタゴニア砂漠への遠征作戦のことである。
1867年、国境をネグロ川に移すことを国に命じる法律215号（Ley 215 de ocupación de la tierra, 1867）が制定されたが、パラグアイ戦争のために実施できなかった。しかしながらこの19世紀後半の時代においてネグロ川は先住民、すなわちインディアンといわば「文明人」との土地の境界線となっていた。
インディアンに対する攻撃は、1872年まで待たなければならなかった。彼らのトルデリアに対する攻撃が計画されているという兆候があったため、マプチェ族のカシケであったカルフクラは史上最大のマロンという敵を殺害して家畜や食料、捕虜、特に若い女性や子供を略奪することを目的とした奇襲攻撃戦術の実行を命じ、同年の3月にブエノスアイレス州の中心部の大部分（ベインティシンコ・デ・マヨやヌエベ・デ・フリオなど）を攻撃して略奪し多数のクリオーリョが死亡し牛20万頭が略奪された。この直後起こった1872年3月8日のサン・カルロス・デ・ボリバルの戦いでは、イグナシオ・リバス将軍率いる700人余りの軍が（アルゼンチンに味方したインディアンとともに）完全な勝利を収めることができた。
この勝利に加え、同年6月3日にはカルフクラが死し、これを好機とした国民政府は、辺境の地、特にブエノスアイレスの西方への進出を重ねていった。1876年初頭、カルフクラの息子で後継者のフアン・ホセ・カトリエルとマヌエル・ナムンクラは、ブエノスアイレス州の南部で再び大規模な襲撃を行った。
まだ存命であったアルシーナは、州の西部を占領するための積極的な作戦を開始した。1876年、5つの平行した隊列でインディアンの主要な前哨基地に進撃し、またこれらを占領した。これらの砦は、コルドバ南部のイタロから、バイアブランカのすぐ近くにあるヌエバ・ローマ（Nueva Roma）までの374kmの未征服地域の境界線となるもので、幅3.50m、深さ2.60mの溝で結ばれている。更なる侵略を防ぐために造られたこれをアルシーナの溝という。一方でこの年、先住民は天然痘の流行に襲われ、何千人もの命が奪われた。
1878年のアルシーナの死後、アベジャネーダはロカ将軍を後任に任命した。 アルシーナの守りに入ったような態度を批判していたロカはアルシーナとは対照的に、先住民の脅威に対する唯一の解決策は、彼らを服従させ、追放し、排除することだと考えていた。それを前提に、2年以内にネグロ川とネウケン川までの先住民族の領土をすべて占領する法案を提出した。1878年10月4日に法律が成立し、170万ペソが交付されたが、このときにはすでに計画が進行していた。そしてすぐのうちに先住民の陣地に次々と攻勢をかけ、ナムンクラの軍には何百人もの死傷者が出て、ピンセン、カトリエル、エピュメルが占領された。またこれらの作戦では、女性や子供を中心に約4,000人のインディアンが捕らえられた。この直後に当たる1878年10月11日、法律第954号（Ley 954）により、パタゴニア総督府が設立された。本部は現在のビエドマ州メルセデス・デ・パタゴネス（Mercedes de Patagones）に置かれ、初代総督はアルバロ・バロス大佐であり、その管轄はホーン岬にまで及んでいた。
1879年4月、最終的な攻撃が開始された。5つの師団、計6,000人（味方にインディアン820人を含む）がネグロ川に向けて展開し、ロカ大臣は5月25日にチョエレ・チョエル島（isla Choele Choel）で祝杯を挙げた。陸軍大臣が提出した記録によると、1313人の槍を持ったインディアンが殺され、1271人が捕虜になり、5人の主だったカシクが捕虜になり、1人が殺され、10513人の女性や子供を含むインディアンが捕虜になった（20万人いたパンパのインディアンは2万人に減ったとも）。そしてアルゼンチンはパンパとパタゴニアの全領域を自国の領土に確定的に組み入れることができた。また何百万ヘクタールもの土地を白人が使い始め、町や港、牧場を作り、通信、道路、郵便、電信の整備によって進歩が促された。アベジャネーダの大統領任期中に現在のアルゼンチン領土の3分の1が版図に加わることとなった。

## 任期終盤

### 1880年革命・ブエノスアイレス州との対立
調停が失敗した後、国民党はブエノスアイレスの支持と地方の支持を得ていたテヘドールを大統領候補として推挙した。ロカ将軍は、義兄のコルドバ州知事ミゲル・フアレス・セルマンと、ブエノスアイレスでは医師のエドゥアルド・ウィルデが候補者として推薦し、すぐにほとんどの州知事からの支持を得ることに成功した。アベジャネーダはブエノスアイレスの連邦直轄地化（ブエノスアイレス市の連邦化）を提案したのはその少し前の事である。
多くのポルテーニョが武器を購入し、チロ・フェデラルで義勇軍を結成し、テヘドール州知事は地方の民兵の結成を命じた。これに対してアベジャネーダは、州の義勇軍の創設を法令で禁止した。ブエノスアイレスで行われたデモでは、カサ・ロサダが襲撃されそうになったが、2月17日、テヘドールとアベジャネーダが会談し、軍隊で首都を占領しないことを約束した。
1880年4月11日、大統領選が行われ、ロカがブエノスアイレス州、コリエンテス州以外の全州で勝利した。 テヘドールはロカに立候補を辞めてはどうかと申し出たが、ロカはこれを断った。3500丁の小銃と数千発の弾薬がリアチュエーロ（マタンサ川のこと）にもたらされたことで、ブエノスアイレス軍と国軍の間で銃撃戦が繰り広げられた。これが1880年革命である。6月13日、アベジャネーダは連邦政府をベルグラーノの町に移して臨時首都とすることを決定し、上院と下院の一部もベルグラーノに移転した。同日には、選挙人団の会合が開かれ、ロカ将軍が大統領に選出された。
4日後の6月17日、オリベラの戦いが起こり、ここではアルゼンチン国軍のエドゥアルド・ラセドがブエノスアイレス州軍（ポルテーニョ軍とも）のホセ・イノセンシオ・アリアスに勝利した。リアチュエロでの2回の戦闘、すなわちバラカスの戦いとプエンテ・アルシーナの戦いの後、ポルテーニョ軍はロス・コラレスで3回目の国軍の攻撃を阻止することができたが、新たな攻撃の脅威に直面して後退することになった。3,000人もの犠牲者が出て、ブエノスアイレスの状況は絶望的だった。4,000人の兵力がやっとで、国軍はいまだ進軍を行っていたので、テヘドールはミトレに大統領との交渉を依頼した。6月25日には、大規模な恩赦、テヘドールの辞任、ロカの大統領選挙の承認、議会が決定した場合のブエノスアイレスの連邦化などを盛り込んだ合意が成立した。民兵は武装解除され、テヘドールは30日に辞任した。

### 資本問題の解決に向けて
1880年8月24日、アベジャネーダはブエノスアイレス市を連邦化する法案を提出し、9月21日に承認された。10月12日、フリオ・アルヘンティーノ・ロカが国の大統領に就任し、保守共和国の時代が始まった。
1860年の憲法改正の規定により、ブエノスアイレスの議会が連邦化を承認する必要があった。議会は11月12日に議論を開始し、副議長でジャーナリスト・詩人のホセ・エルナンデスが擁護の立場に立ち、主な反対者はレアンドロ・N・アレムで、ともに自治党員だった。11月25日、この法律は賛成多数で可決された。首都と州を政治的に分離することは、アルゼンチン国家の形成過程において、この措置に強く反発したブエノスアイレスを除く各州が常に望んでいたことであった。

## 晩年と死
アベジャネーダは常に教育に携わっており、1881年にブエノスアイレス大学の学長に就任した。1882年には、出身地であるトゥクマン州の上院議員に任命され、亡くなるまでその職を務めた。彼の名を冠したもう一つの重要な法律は、1885年に制定された「大学法（Ley de Universidades）」である。この法律は、高等教育機関に教育と思想の自由を尊重した上で学問的自治を認めたもので、1918年の大学改革の前身の一つとなった。この法律の主な変更点の一つは、教授の任命が親族ではなく（つまり世襲によるのでなく）、競争によって行われるようになったことである。また教育者としての精神は健在で、教授が欠席すると自らが代わりに授業を担当し、どんな科目でもアベジャネーダ先生（doctor Avellaneda）が教えてくれるほどだった。マネージメントの点でも非常に優れており、学生や教師からも認められていた。そのため、1885年には学長として3年更新されたが、最終的に任期を全うすることはできなかった。さらに、アベジャネーダは生来の文学志向を持っていた。大統領演説などを含むその文学作品は、「Escritos literarios（文学作品）」というタイトルでまとめられている。そして大統領就任時からのことでもあるが、アベジャネーダには老いと衰え、身体の弱さが目立っていた。晩年は健康状態が悪化し、ブライト病と診断された。自身の患っている腎炎を何とかしたいと思い、フランスに渡り、専門の医師たちに相談した。
しかし、診断結果は芳しくなく、どうすることもできなかった。3ヵ月後、アベジャネーダは祖国で死のうと、戻ることを決意した。しかし、その最後の願いは叶うことなく、1885年11月25日、48歳で生涯の伴侶の腕の中で海で亡くなった。
祖国へ無言の帰還を果たすと、アルゼンチンの国旗を掲げた棺で船から降ろされた。ロカ大統領は、8日間喪に服すこととし、遺体は厳粛に安置された。現在遺骨はブエノスアイレスのレコレータ墓地に眠っている。